# Eupatorium lancifolium
Eupatorium lancifolium е вид тревисто многогодишно растение от семейство Сложноцветни (Asteraceae). Видът е световно застрашен, със статут Уязвим.

## Разпространение
Видът е разпространен в южните и централни части на САЩ (Мисисипи, Алабама, Арканзас, Луизиана и Тексас).